# ジョヴァンニ・ジャコメッティ
ジョヴァンニ・ジャコメッティ（Giovanni Giacometti、1868年3月7日 - 1933年6月25日）はスイスの画家である。彫刻家として知られるアルベルト・ジャコメッティやディエ・ジャコメッティ、家具デザイナー、建築家のブルーノ・ジャコメッティの父親である。

## 略歴
スイス、グラウビュンデン州のスタンパ(Stampa)でパン屋でカフェの経営者の息子に生まれた。いとこに画家になるアウグスト・ジャコメッティ(Augusto Giacomett:1877-1947)がいる。1884年から1886年までスイスのクールで学んだ後、絵を学ぶためにミュンヘンに移った。ミュンヘン美術院には入学できず、1886年からミュンヘンの工芸学校(Kunstgewerbeschule)などで学んだ。翌年、スイス出身の画家クーノ・アミエ(Cuno Amiet:1868–1961)と親友になり、アミエとパリに移り、アカデミー・ジュリアンで1891年まで学んだ。1893年にはイタリアを旅し、スイスに戻った。スイスではグラウビュンデン州の村に住んでアルプスの風景を描いていたイタリア出身の画家、ジョヴァンニ・セガンティーニと知り合い影響を受けた。1899年にセガンティーニが突然、亡くなった後はスイスの画家、フェルディナント・ホドラーの影響も受けた。
友人のクーノ・アミエは、フランスのポン＝タヴァンで活動し、フランスの新しい絵画のスタイルをジャコメッティに伝えた。1905年から再び、アミエと活動するようになり、1906年にはチューリッヒの展覧会に出展した。1907年には前年に亡くなったポール・セザンヌの回顧展を見るためにアミエと再びパリを訪れた。この頃、ゴッホの作品の研究もした。
1908年にはドレスデンで開かれた表現主義の画家グループ「ブリュッケ」の展覧会に出展した。ミュンヘンの展覧会に出展し、アレクセイ・フォン・ヤウレンスキーと知り合い、1911年には「ベルリン分離派」の展覧会に出展した。1912年にチューリッヒで個展を開き、ケルンで開かれた当時の前衛美術の美術展(Sonderbund westdeutscher Kunstfreunde und Künstler)にも出展した。

## 作品

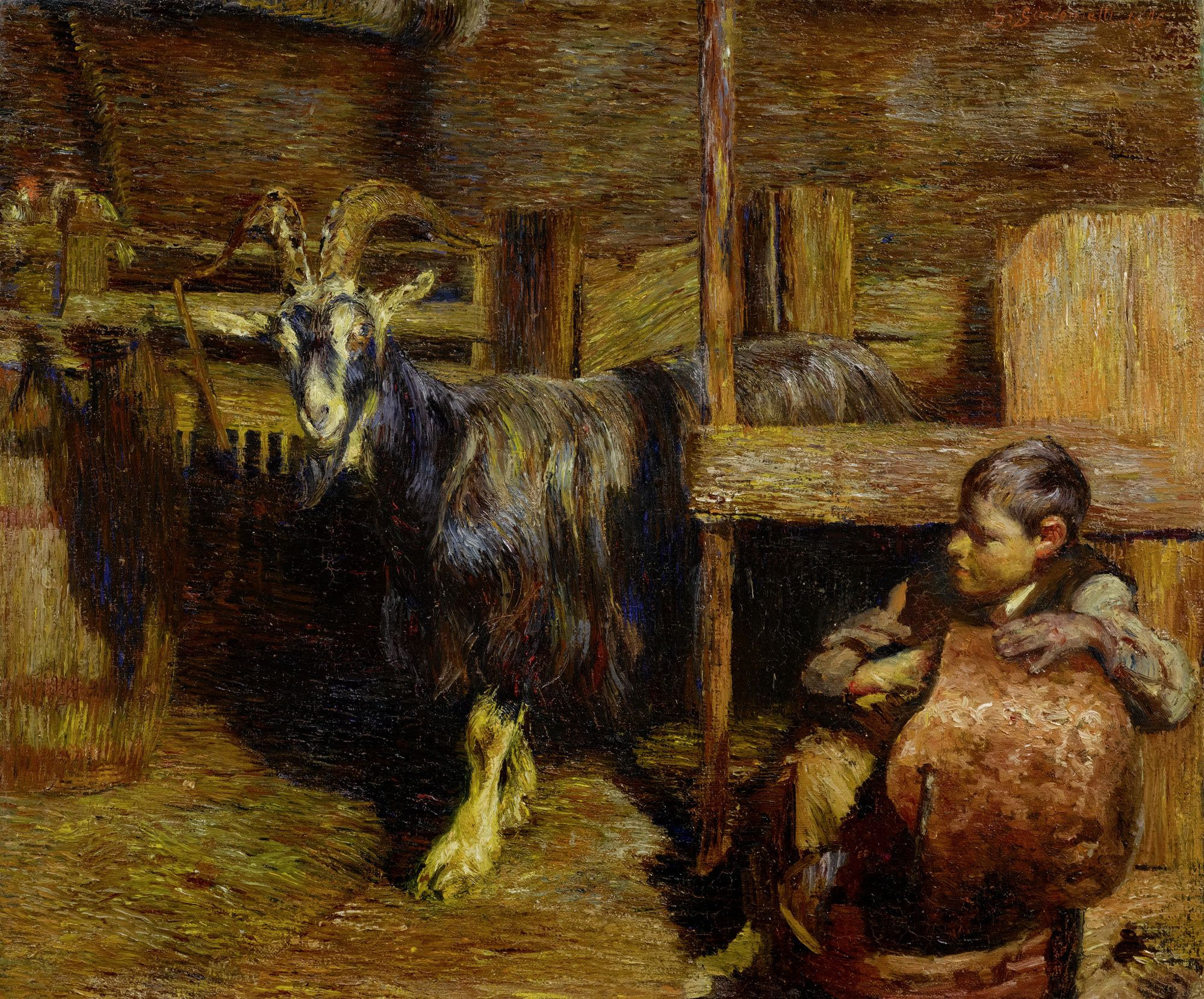
"Im Ziegenstall" (1896)
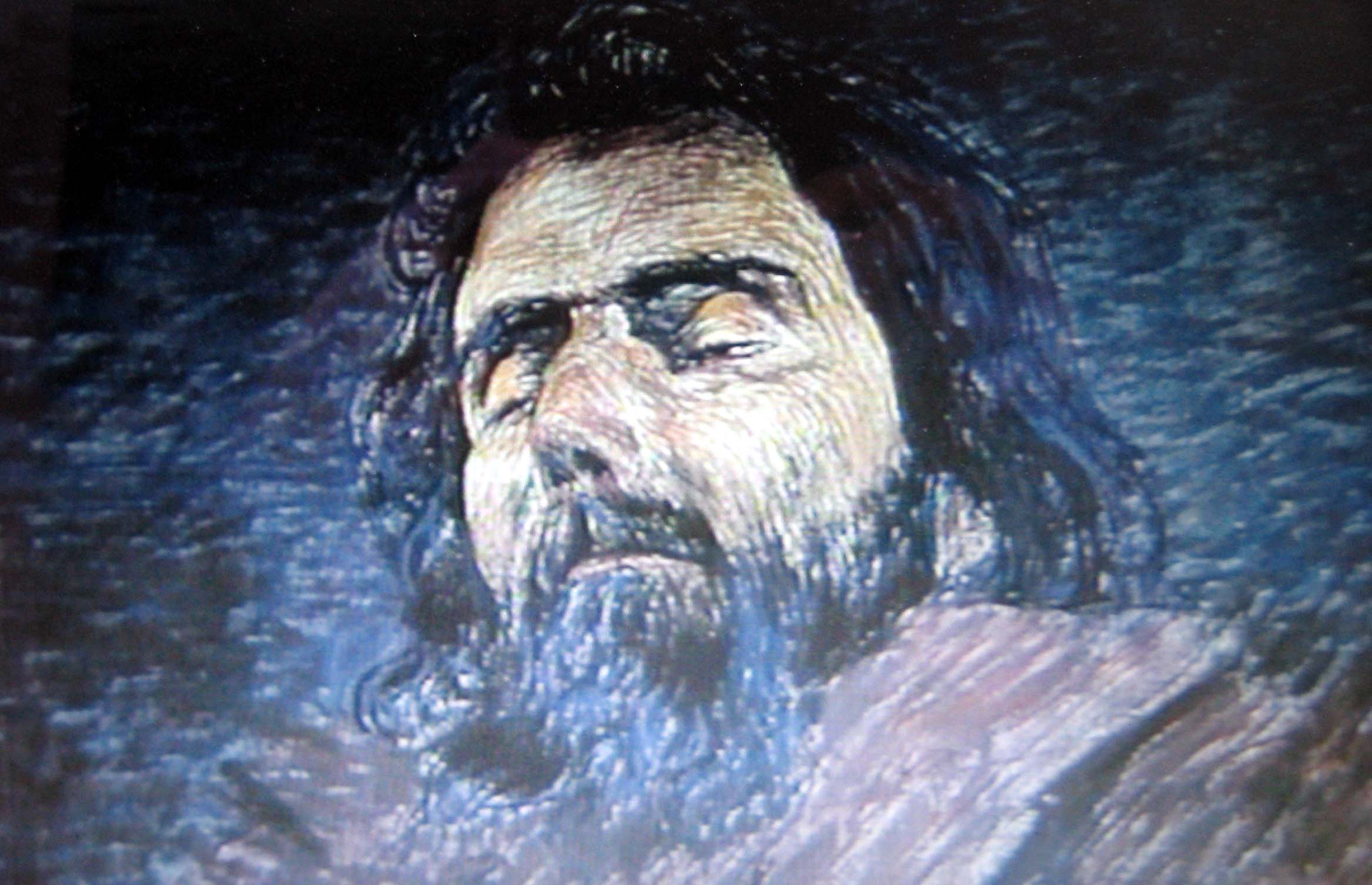
セガンティーニの死顔(1899)
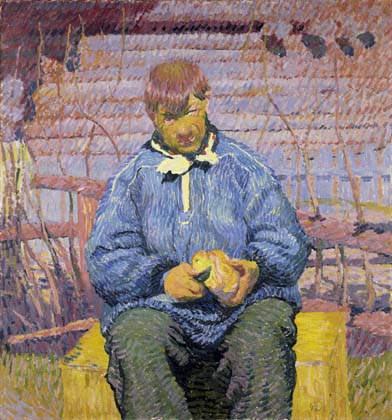
" Das Brot" (1908)
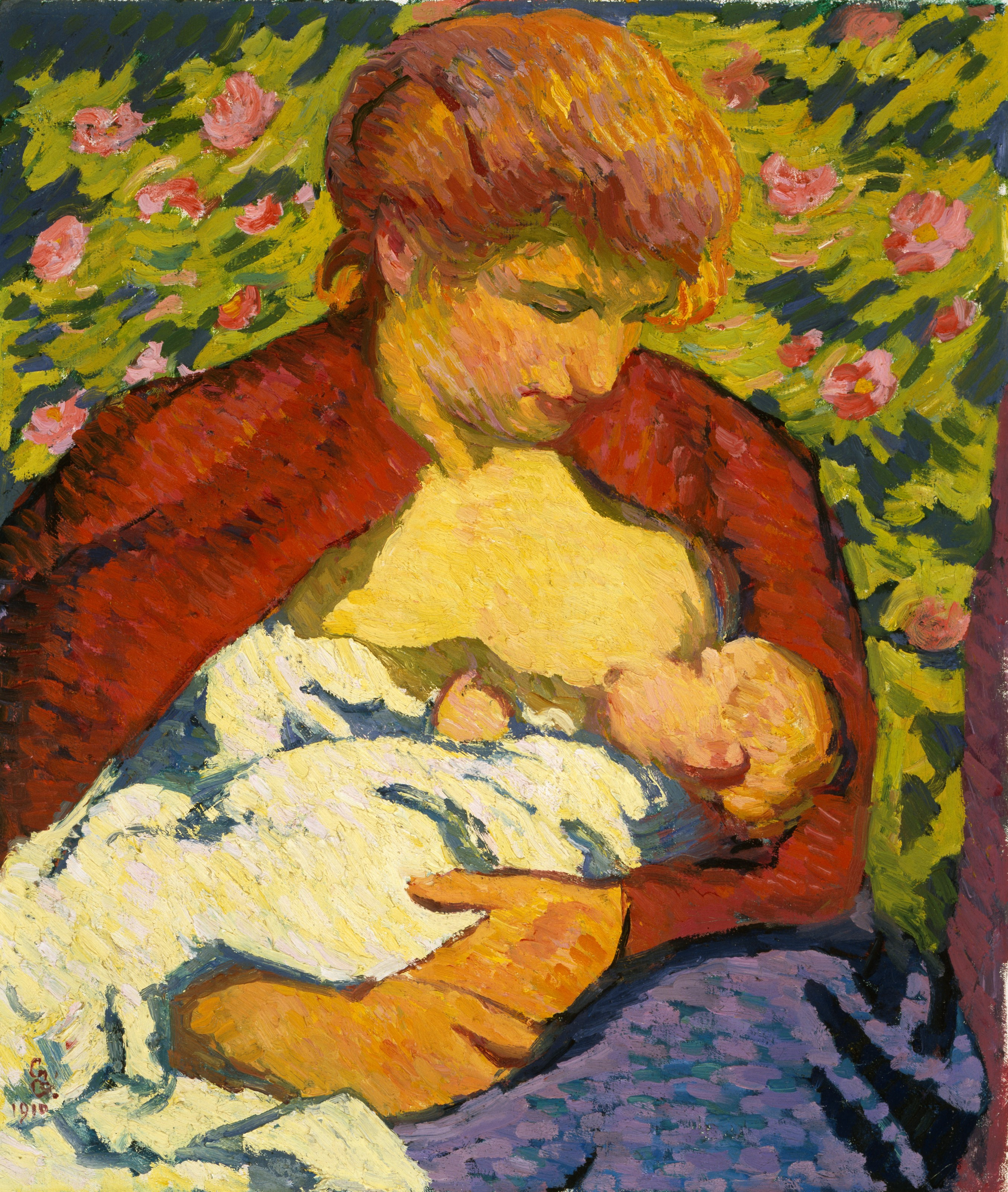
(1910)
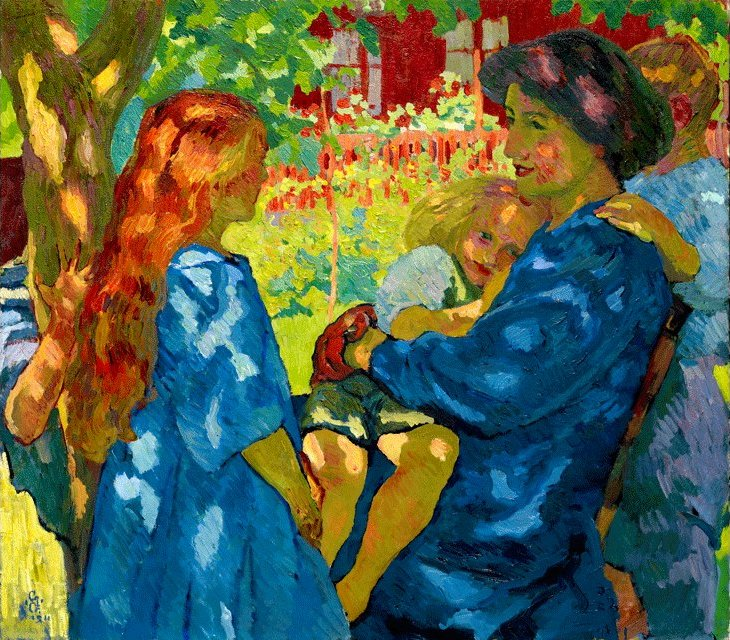
家族の肖像 (1911)
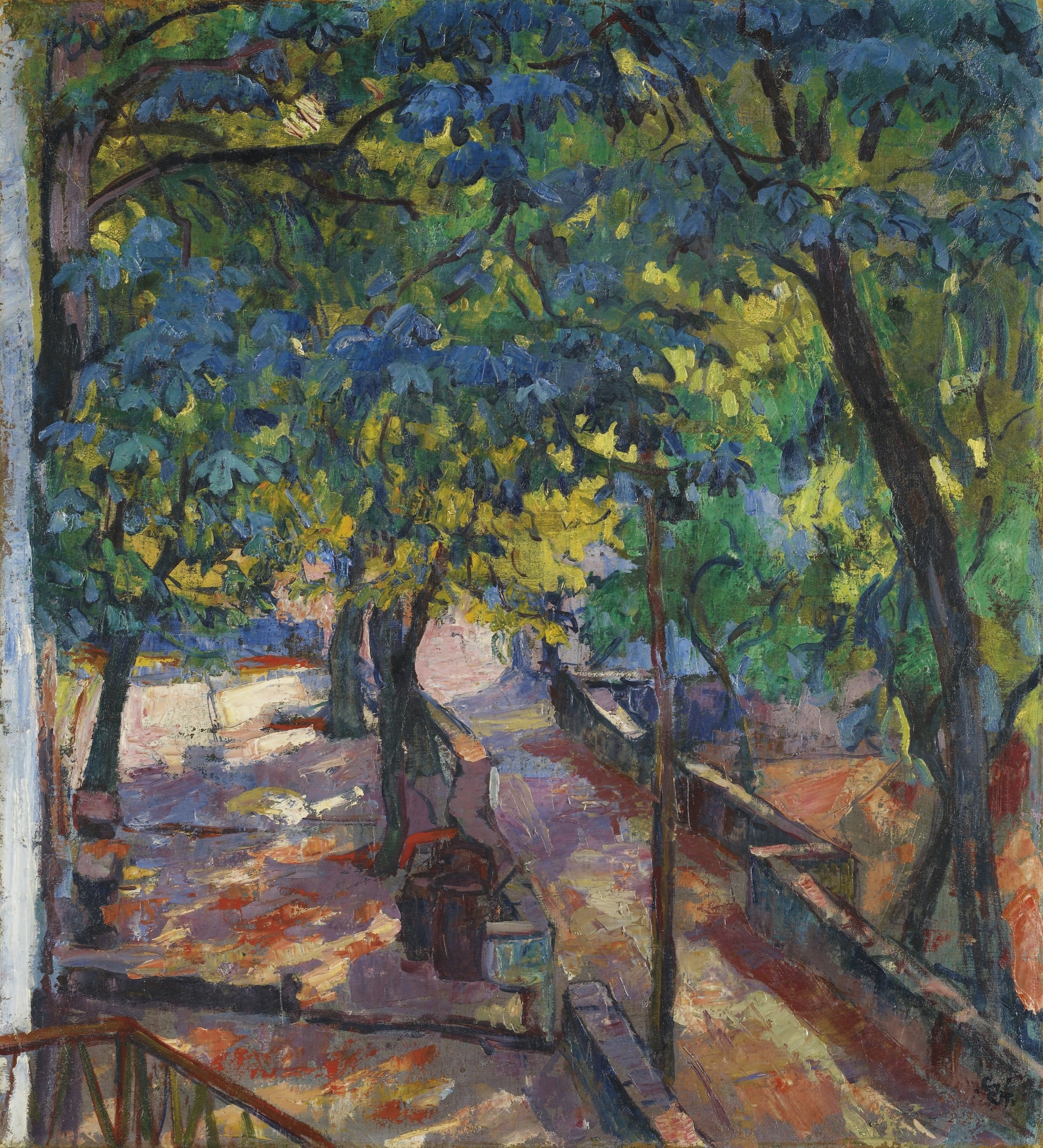
(1919)
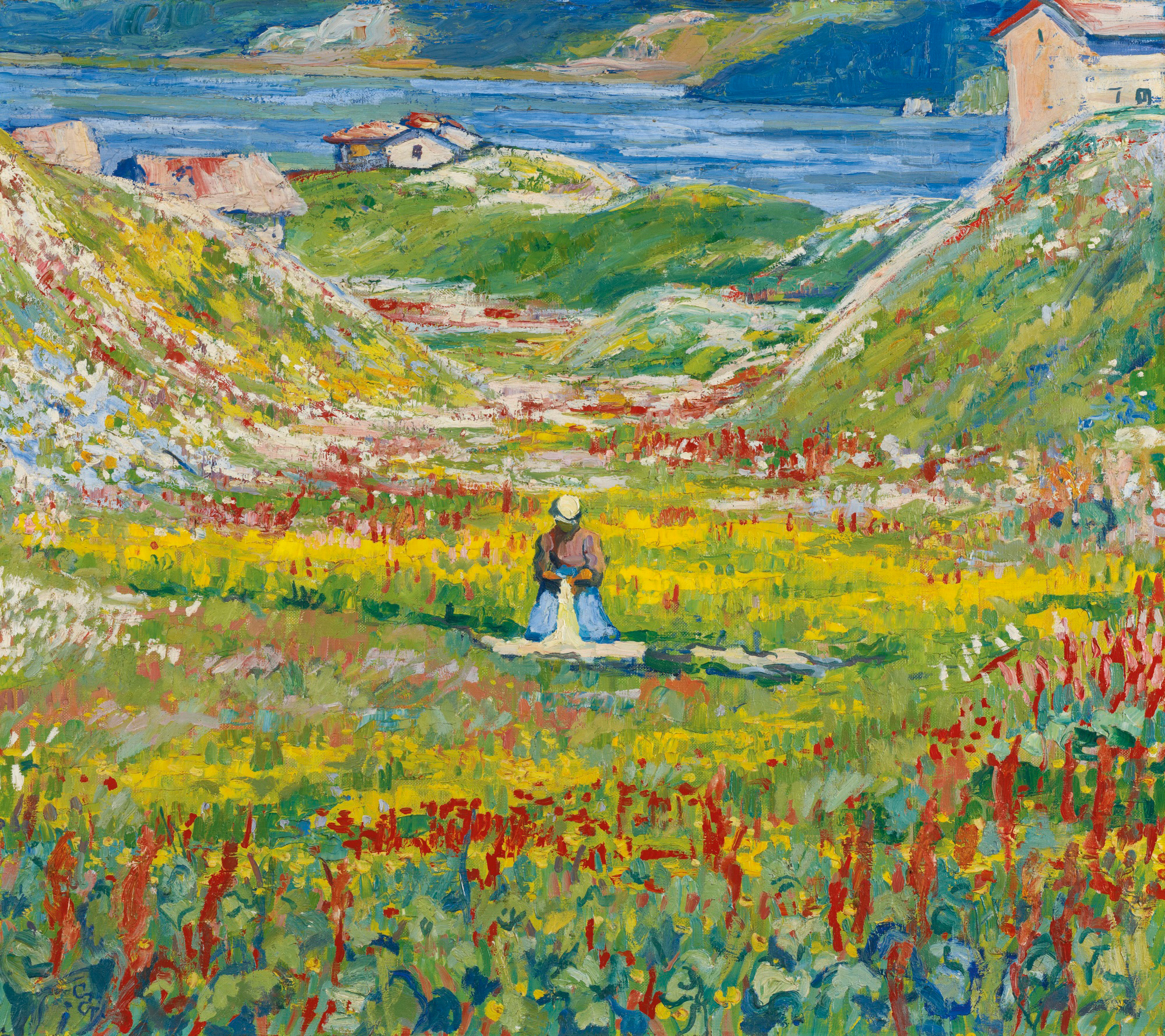
"Valle Fiorita" (1912-1924)
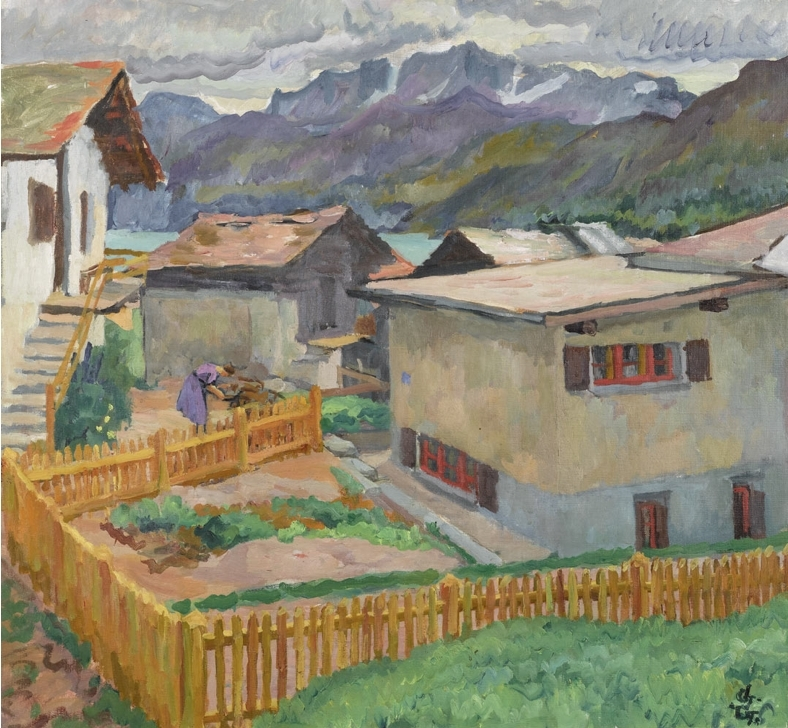
(1926)